# Юзімяново
Юзімя́ново (рос. Юзимяново, башк. Йөҙимән) — присілок у складі Гафурійського району Башкортостану, Росія. Входить до складу Саїтбабинської сільської ради.
Населення — 317 осіб (2010; 337 в 2002).
Національний склад:
- башкири — 100%